# Оводник занедбаний
Оводник занедбаний, егілопс овальний (Aegilops neglecta) — вид квіткових рослин із родини злакових (Poaceae).

## Біоморфологічна характеристика
Однорічна рослина 20–40(50) см, волосиста, росте пучками. Стебло колінчасто висхідне. Листові пластини плоскі, шорсткі, ворсисті 20–60 × 2–4 мм, краї війчасті. Колос 15–35 мм, зазвичай з 2(3) плідними прикореневими колосочками і різко подовжений на 1–2(3) стерильні колосочки. Плодючі колосочки сидячі. Нижні колосочки зазвичай з 4 квітками, 3 родючими базальними і стерильними кінцевими. Колоскові луски (9)10–12 × 3–5 мм, загалом такого ж розміру, як і нижня лема, яйцювато-еліптичні, усічені, запушені, з остюками. Леми з остюками. Палея нижньої квітки 7.5–10 мм у довжину. Верхівкові безплідні квіточки схожі на плодючі, але недорозвинені. Зернівка 6–8.5 × 2.2–3 мм. 2n = 28, 42. Цвіте і плодоносить з травня по липень.

## Середовище проживання
Зростає у Північній Африці (Алжир, Туніс, Лівія, Марокко, Єгипет), центральній і західній Азії (Іран, Ірак, Ізраїль, Палестина, Сирія, Туреччина, Вірменія, Азербайджан, Грузія, Казахстан, пд.-зх. Туркменістан), південній частині Європи (пд.-євр. Росія, Україна, Албанія, Болгарія, Боснія і Герцеговина, Греція (включаючи Крит), Хорватія, Італія (у т. ч. Сардинія, Сицилія), Північна Македонія, Чорногорія, Румунія, Сербія, Словенія, Іспанія, Франція (пд. і Корсика), Португалія).
Населяє сухі, порушені місця проживання, наприклад, окрайці насаджень оливи, граната, винограду, ячменю та пшениці, росте на перелогах, кам'янистих полях та на узбіччях доріг. Його переважні типи ґрунтів — суглинки та супіщані суглинки над вапняком і він надає перевагу районам із середньою річною кількістю опадів 450–750 мм. Висота зростання від 0 до 2000 метрів.
В Україні вид росте на сухих переважно кам'янистих схилах, скелях та розсипах, біля доріг та стежок — майже по всьому Криму, за винятком його північної частини; вказується для південної частини Степу як заносна рослина (Одеса, Херсонська обл.).

## Використання
Потенційний донор генів пшениці з відомим потенціалом надавати стійкість до шкідників.

## Синоніми
Синоніми: Aegilops algeriensis Gand., Aegilops calida Gand., Aegilops campicola Gand., Aegilops contracta (Eig) H.Scholz, Aegilops fausii Sennen, Aegilops mesantha Gand., Aegilops ovata L., Aegilops recta (Zhuk.) Chennav., Aegilops triaristata Willd., Aegilops virescens Jord. & Fourr., Aegilops viridescens Gand., Frumentum ovatum (L.) E.H.L.Krause, Triticum neglectum (Req. ex Bertol.) Greuter, Triticum ovatum (L.) Raspail, Triticum rectum (Zhuk.) Bowden

## Галерея

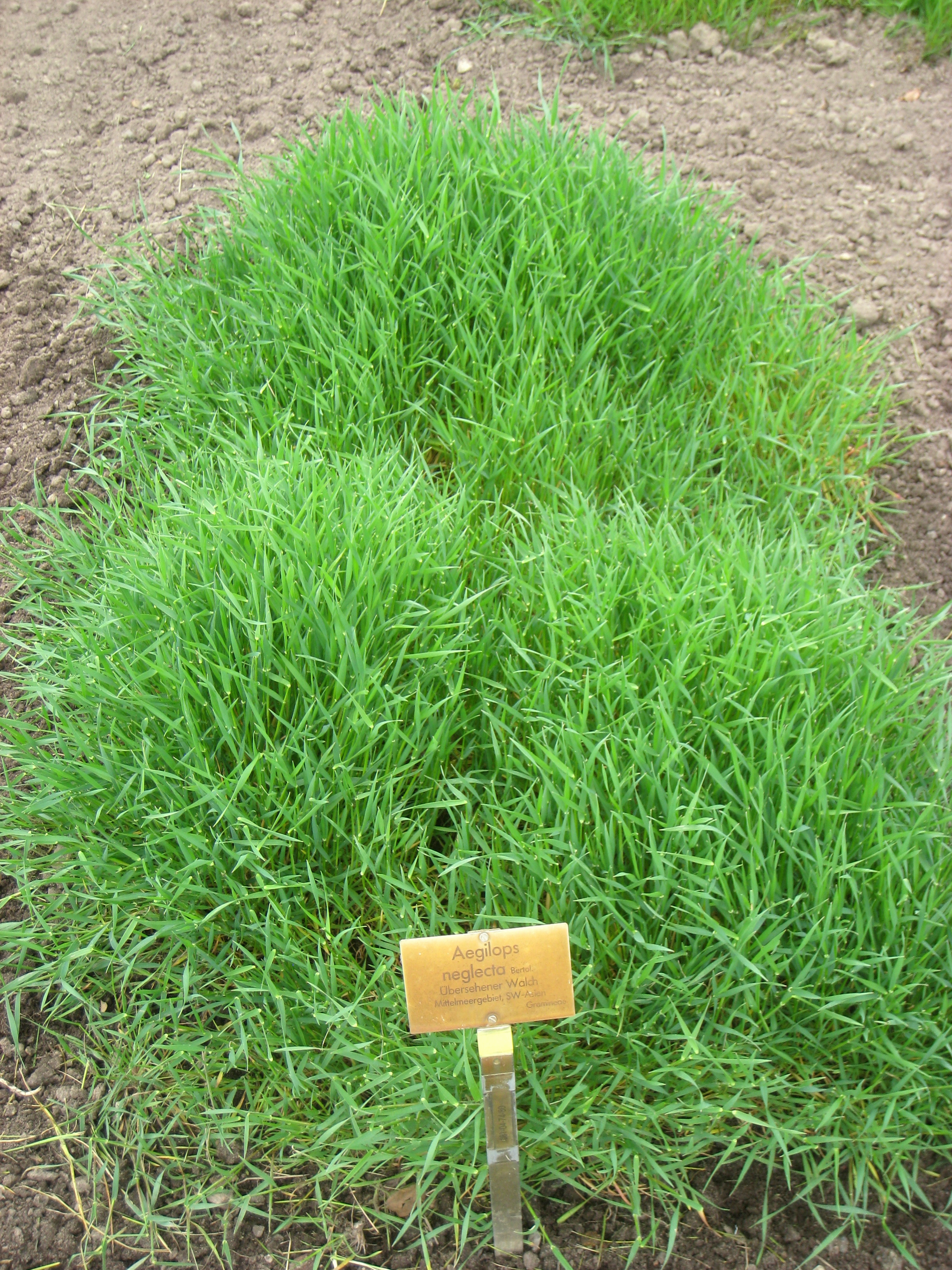
Зразок виду в Берлінському ботанічному саду
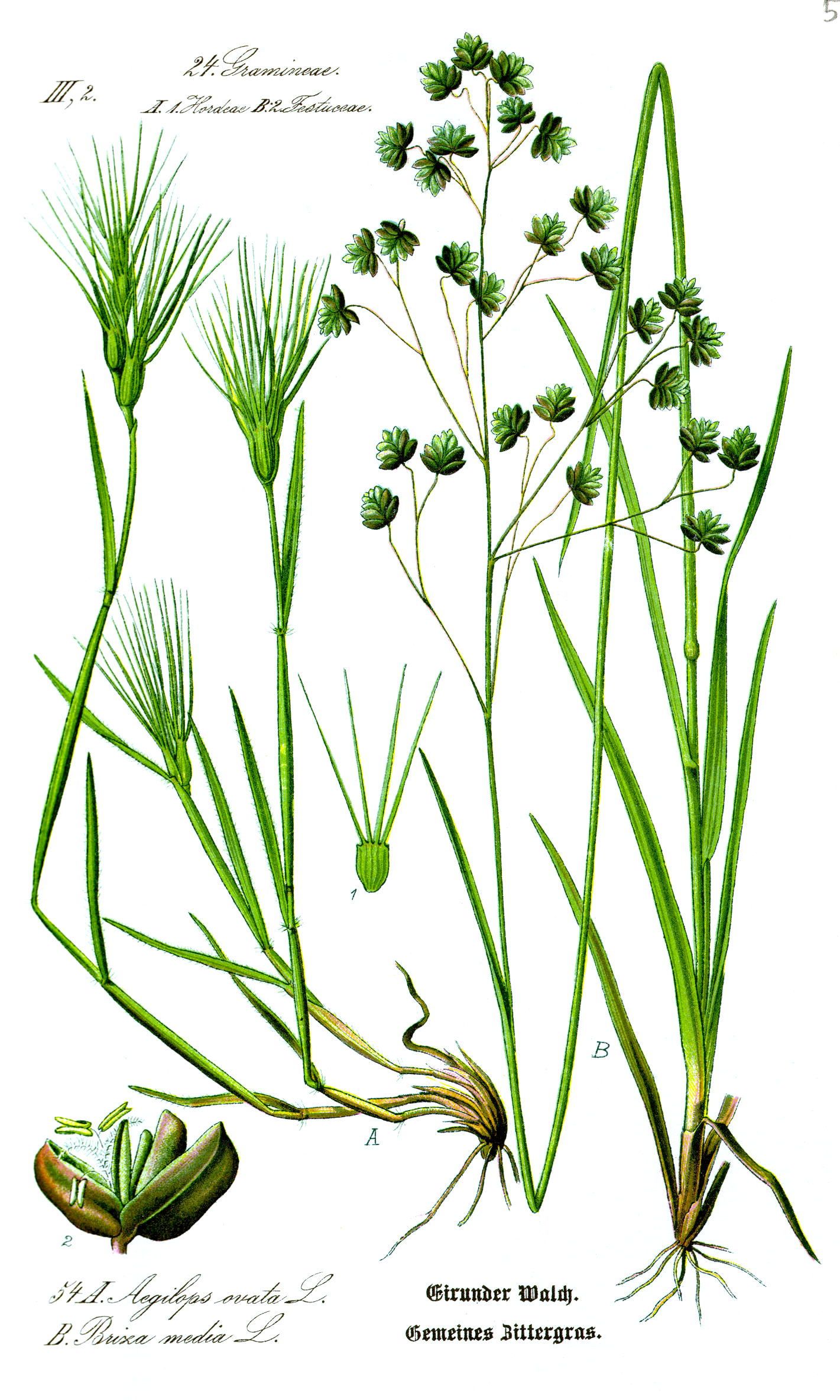
Ілюстрація. Ліворуч: A. neglecta